# Sergej Nikolajevič Lanskoj
Sergej Nikolajevič Lanskoj (rusko Сергей Николаевич Ланской), ruski general, * 1774, † 1814.
Bil je eden izmed pomembnejših generalov, ki so se borili med Napoleonovo invazijo na Rusijo; posledično je bil njegov portret dodan v Vojaško galerijo Zimskega dvorca.

## Življenje
23. novembra 1783 je vstopil v Izmailovski polk; 16. aprila 1797 je bil povišan v zastavnika in 8. septembra 1798 v podporočnika. 13. marca 1801 je bil kot štabni stotnik premeščen v konjenico in postal je adjutant carjeviča Konstantina Pavloviča. 5. oktobra istega leta je postal stotnik in 23. maja 1802 je bil premeščen v Odbor za zunanje zadeve. 3. julija istega leta je bil dodeljen ruski vojaški misiji v Parizu. 
14. avgusta 1805 je ponovno vstopil v vojađko službo kot podpolkovnik v Mariopolskem huzarskem polku. Med bitko pri Austerlitzu se je odlikoval in bil 12. decembra 1805 povišan v polkovnika. 6. maja 1807 je postal poveljnik poljskega konjeniškega polka (decembra 1807 preoblikovan v huzarski polk), s katerim se je udeležil bojev proti Francozom (1807, 1809-11). Zaradi zaslug v bojih je 3. avgusta 1810 postal generalmajor in 17. januarja 1811 je postal poveljnik Beloruskega huzarskega polka. 
Leta 1811 je sodeloval v bojih proti Turkom. Med veliko patriotsko vojno je bil 15. septembra 1813 povišan v generalporočnika. 23. februarja 1814 je bil smrtno ranjen v boju.